# نمایشگر رایانه

صفحه نمایش

نمایشگر رایانه یا مانیتور کامپیوتر (به انگلیسی: Computer monitor) یک دستگاه نمایش و خروجی و یکی از تجهیزات رایانه‌ای است که تصویر تولیدشده توسط آداپتور تصویر رایانه بر روی آن نشان داده می‌شود. نمایشگر توسط کابل به آداپتور تصویری متصل می‌شود.
نمایشگر یا صفحه نمایش، صفحه نمایش الکترونیکی تصویری برای رایانه است. یک نمایشگر شامل: صفحه نمایش، دستگاه مدار و یک محفظه است. دستگاه صفحه نمایش در نمایشگر مدرن به‌طور معمول یک ترانزیستور فیلم صفحه نمایش کریستال مایع نازک، صفحه نازک است. درحالی‌که مانیتورهای قدیمی تر از یک لوله اشعه کاتد به عنوان عمق اندازهٔ صفحه نمایش استفاده می‌شده‌است.
در اصل، نمایشگر رایانه برای پردازش داده‌ها مورد استفاده قرار گرفت درحالی‌که گیرنده‌های تلویزیون برای سرگرمی استفاده شده ‌است. از سال ۱۹۸۰ به بعد، رایانه (و نمایشگرهایش), برای پردازش داده‌ها و سرگرمی استفاده شد، درحالی‌که تلویزیون‌ها برای برخی از قابلیت‌های رایانه پیاده‌سازی شدند. نسبت ابعاد مشترک و همچنین مانیتورهای رایانه از ۴:۳ به ۱۶:۹ (و ۱۶:۱۰) تغییر کرد.

## نام
مانیتور یک وام واژه انگلیسی در فارسی به معنای نظارت از طریق دیدن یا دیدبانی است. مانیتور در زبان انگلیسی دارای معانی دیدبانی کردن، مبصر کلاس و دستگاه مانیتور است. مانیتور بیشتر به عنوان یک صفحه نمایش، صفحه نمایش ویدئویی، ترمینال نمایش تصویری، واحد نمایش ویدئو و یا صفحه نمایش ویدئویی اشاره می‌شود. مانیتورینگ نیز به معنای نظارت از طریق دستگاه مانیتور است.

## تاریخچه
در سال ۱۹۷۰ اولین صفحه نمایش‌ها برای رایانه‌های شخصی به بازار عرضه شدند که تنها قادر به نمایش متن بودند و به همین دلیل آن‌ها را صفحه نمایش مبتنی بر متن می‌نامند. از سال ۱۹۸۱ تحولی در تولید صفحه نمایش ایجاد شد که صفحه نمایش را قادر به نمایش چهار رنگ کرد. این صفحه نمایش‌ها به CGA معروف شدند. با پیشرفت تکنولوژی، در طراحی صفحه نمایش‌ها نیز به سرعت تغییراتی داده شد. در سال ۱۹۸۴ صفحه نمایش‌های EGA به بازار عرضه شد که توانایی نمایش ۱۶ رنگ را داشت.
در سال ۱۹۸۷ صفحه نمایش‌های VGA معرفی شدند که قادر به نمایش ۲۵۶ رنگ بودند. در سال ۱۹۹۰ تکنولوژی XGA عرضه شد که با آرایهٔ ۶۵۵۳۶ رنگ در نوع خود بی نظیر بود.
نخست، رایانه‌های الکترونیکی با یک صفحه‌ای با لامپ‌های روشن که موقعیت هر لامپ خاصی شامل حالت روشن، خاموش یک بار ثبت شده در داخل رایانه است، نشان داده می‌شد. این به مهندسان عامل رایانه اجازه می‌دهد که بر وضعیت داخلی از ماشین نظارت کنند، بنابراین این صفحه از لامپ‌ها به عنوان نمایشگر شناخته شده‌است. زمانی‌که مانیتورهای اولیه فقط قادر به نمایش یک مقدار بسیار محدود اطلاع‌های بود و بسیار گذرا بودند آن‌ها به ندرت برای خروجی برنامه در نظر گرفته شدند.

در این زمان مجموعه‌ای از لامپ‌های روشن با لوله پرتو کاتدی که می‌تواند معادل چند لامپ روشن با قابلیت اطمینان بیشتر نمایش بدهد، جایگزین شدند.
همان‌گونه که فناوری توسعه پیدا کرد آن‌ها فهمیدند که خروجی یک صفحه نمایش سی آر تی انعطاف‌پذیرتر از صفحه‌ای با لامپ‌های روشن است و در نهایت با دادن کنترل از آنچه به خود برنامه داده شد، نمایشگر خود را به یک دستگاه خروجی قدرتمند در حق خود شد.
نمایشگرهای با قابلیت‌های متفاوت برای کاربردهای خاص تولید می‌شوند:
- نمایشگر تک‌رنگ که فقط سیاه و سفید و رنگ خاکستری را نشان می‌دهد.
- نمایشگر دو یا چندرنگ که رنگ متن و کادر متن را می‌تواند تغییر دهد.
- نمایشگر تمام‌رنگی یا سوپر وی‌جی‌ای که بیش از بیست میلیون رنگ تولید می‌کند و تصاویر نسبتاً طبیعی عرضه می‌کند.

در حال حاضر نمایشگرها در چهار نوع تولید می‌شوند:

یک نمایشگر ال سی دی

- نمایشگرهای پرتو کاتدی یا سی‌آرتی (CRT)
- نمایشگرهای ال‌سی‌دی (LCD) که فناوری صفحه نمایش آن‌ها مانند ساعت مچی دیجیتال یا صفحه نمایش تلفن همراه (موبایل) است. صفحه نمایشگر ال‌سی‌دی (Liquid crystal display) دارای کریستال مایع است.
- نمایشگرهای ال‌ای‌دی (LED)
  - نمایشگرهای دیود گسیل نور ارگانیک (OLED)
  - آمولد

سطح صفحه نمایش نمایشگر را بر حسب اینچ می‌سنجند. برای مثال، نمایشگر ۱۷ اینچ یعنی فاصله از گوشه سمت راست و بالا تا گوشه سمت چپ و پایین صفحه نمایش ۱۷ اینچ است.

## فناوری‌ها
فناوری‌های متعددی برای نمایشگر رایانه‌ها استفاده شده‌است. تا قرن ۲۱ بیشتر از لوله اشعهٔ کاتدی استفاده می‌شد اما آن‌ها تا حد زیادی با مانیتورهای ال سی دی جایگزین شدند.

## لامپ پرتوی کاتدی

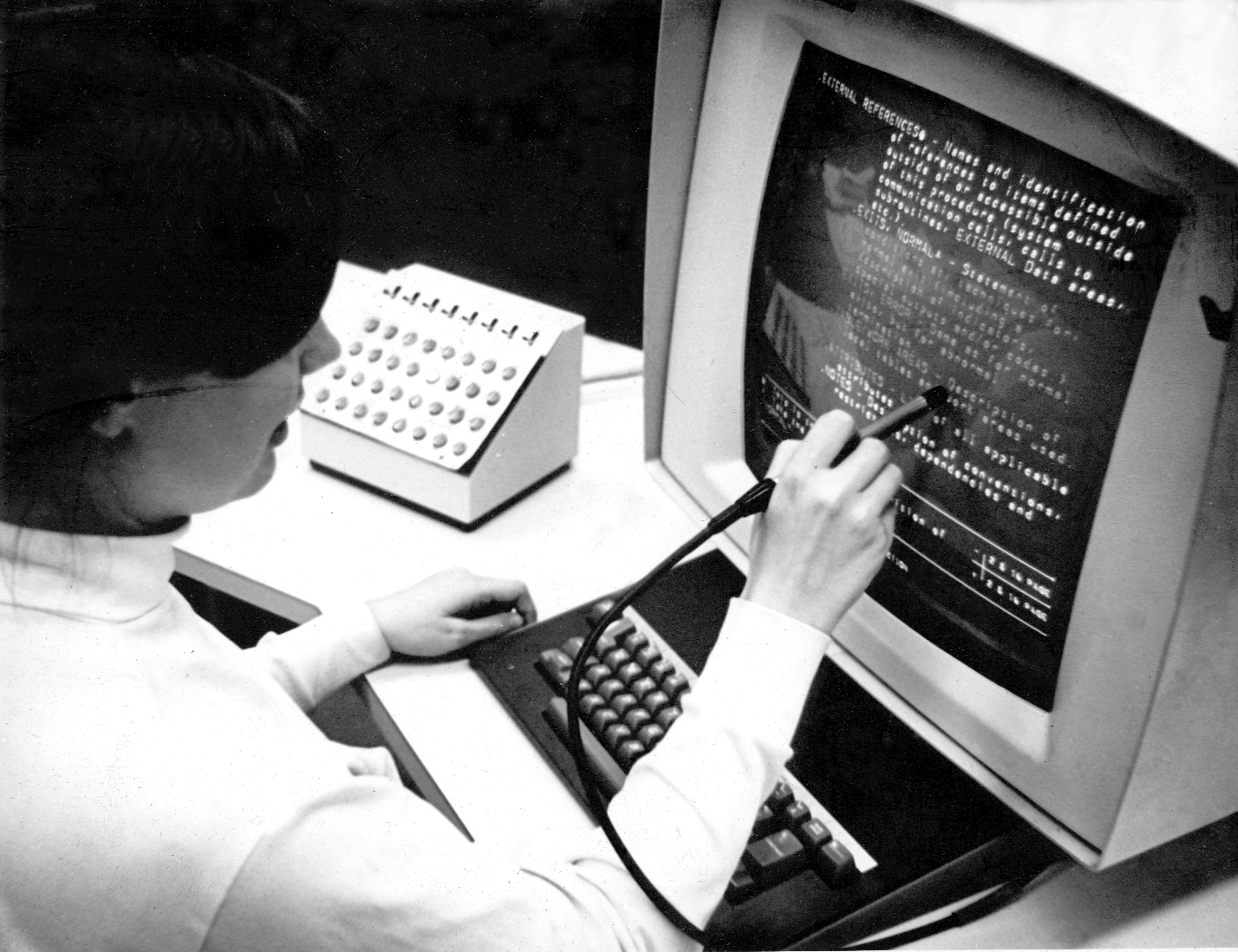
عکس اصلی گرگ لوید 1969، با اجازه استفاده می شود. عکس کنسول سیستم ویرایش ابرمتن (HES) در حال استفاده در دانشگاه براون، حدود اکتبر 1969. HES توسط پروفسور اندریس (اندی) ون دام، تد نلسون، دیوید رایس، استیو کارمودی، والتر گروس و دیگران به عنوان یک پروژه تحقیقاتی تحت حمایت IBM توسعه یافته است. نرم افزار HES بدون هزینه توسط IBM توزیع شد و توسط محققان و ناسا مورد استفاده قرار گرفت. این عکس کریس براون، دانشجوی کارشناسی براون را با استفاده از HES در یک واحد نمایش گرافیکی IBM 2250 Model IV نشان می دهد، از جمله لایتپن و صفحه کلید عملکرد برنامه ریزی شده، کانال همراه با پردازنده مرکزی IBM 360 براون. پیوند "نسخه های دیگر" را برای یک نسخه با کیفیت بالاتر از این عکس اسکن شده از منفی اصلی به جای چاپ مشاهده کنید.

نخستین مانیتورها از لامپ‌های پرتوی کاتدی (سی آر تی) استفاده کردند. قبل از ظهور رایانه‌های خانگی در اواخر دهه ۱۹۷۰، برای یک ترمینال نمایش تصویر وی دی تی، استفاده از یک (سی آر تی) برای اینکه به صورت فیزیکی تمام اجزای یک سیستم و کیبورد در یک شاسی تکه‌ای بزرگ جمع شود بسیار رایج بود.
صفحه نمایش تک رنگ و به مراتب حساسیت کمتر و دقیق تر از صفحه نمایشگرهای تخت بود. نیاز به استفاده از متون نسبتاً بزرگ و به شدت محدودکننده مقدار اطلاع‌هایی که می‌تواند در یک زمان نمایش داده شود پدید آمد.
صفحه نمایشگرهای رزولوشن بالا (سی آر تی) جهت اهداف نظامی، صنعتی و کاربردهای علمی توسعه پیدا کرد، اما برای تولید واقعی خیلی گران بودند. بعضی از انواع اولیه رایانه‌های خانگی (مانند تی آر اس-۸۰ و کومودور پی ای تی) محدود به صفحه نمایش‌های تک رنگ بودند. اما ظرفیت نمایش رنگی از پیش تر یک استاندارد پیشگامان اپل ۲ بود که در سال ۱۹۷۷ معرفی شد، و در آتاری‌های مدل ۸۰۰ بسیار مدرن گرافیکی به کار رفت که در سال ۱۹۷۹ معرفی شد. هم رایانه‌ای که از آنتن استفاده می‌کنند که یک مجموعه رنگ‌ها را ایجاد کند و هم نمایشگر رنگی (سی آر تی) که با هدف رزولوشن بهینه شده طراحی شده‌اند، می‌توانند توسط کابل متصل شوند.
چندین سال پیشتر در سال ۱۹۸۱ آی بی ام آداپتور گرافیک رنگی را معرفی کرد که می‌توانست ۴ رنگ با یک رزولوشن ۳۲۰ در ۲۰۰ تولید کند، یا می‌توانست ۶۴۰ در ۲۰۰ پیکسل با دو رنگ تولید کند. در سال ۱۹۸۴ آی بی ام آداپتور گرافیکی پیشرفته که توانایی تولید ۱۶ رنگ و رزلوشن ۶۴۰ در ۳۵۰ را داشت معرفی کرد.
در پایان دهه ۱۹۸۰ میلادی، نمایشگرهای رنگی سی آر تی که به شکل واضح می‌توانست ۱۰۲۴ در ۷۶۸ پیکسل را نمایش دهد و به وفور قابل خرید بودند را به صورت گسترده در دسترس قرار داشت.
طی چندین دهه بعدی حداکثر رزولوشن تصویر به تدریج افزایش بیدا کرد و قیمت به کاهش ادامه داد. تکنولوژی سی آر تی در بازار میلیونی نمایشگرهای پی سی قالب باقی ماند چون برای تولید ارزان‌تر بود و همچنین مدلی که قابلیت دید تقریباً ۱۸۰ درجه را داشت معرفی کرد. سی آر تی‌ها هنوز بعضی فواید کیفیت تصویری را بر ال سی دی‌ها دارند اما در روی کاغذ این پیشرفت کمتر قابل مشاهده بوده‌است. رنج دینامیکی پنل‌های ال سی دی اولیه خیلی کم بود، و اگر چه در متون و دیگر گرافیک‌های غیر حرکتی بهتر از سی آر تی بودند، اما یک مشخصه ال سی دی که به نام تأخیر پیکسل نامیده می‌شود که حاصل از گرافیک حرکتی است تبدیل به یک ضایعه موسوم به تیر و تاری صفحه شد.

## صفحه نمایش کریستال مایع
روش‌های زیادی برای بهبود ال سی دی‌ها به کار رفته‌است. در دهه ۱۹۹۰ میلادی، استفاده‌های اولیه از ال سی دی برای نمایشگرهای رایانه‌ای در لپ‌تاپ‌هایی بود که توان کمتری مصرف می‌کرد، سبک‌تر از لحاظ ابعاد فیزیکی در مقایسه با قیمت بیشتر نسبت به سی آر تی‌ها بزرگتر بود.
معمولاً، لپ‌تاپ‌های یکسان با مجموعه‌ای از گزینه‌های نمایشی از جنبه افزایش قیمت ارائه می‌شوند:
(فعال یا غیرفعال) تک رنگ، رنگ غیرفعال، رنگ ماتریکسی فعال تی اف تی. با افزایش حجم و توانایی تولید، تک رنگ‌ها و غیرفعال‌ها از چرخه تولید باز افتاد.
تی اف تی-ال سی دی یک مدل خاص از ال سی دی است که هم‌اکنون تکنولوژی قالبی است که در نمایشگرهای رایانه به کار می‌رود.
اولین صفحه نمایش استاندارد ال سی دی در اواسط دهه ۱۹۹۰ با قیمت بالا به بازار آمد. همانگونه که قیمت طی دوره‌ای از سال‌ها کاهش پیدا کرد، این دسته مشهور تر شدند و در سال ۱۹۹۷ با نمایشگرهای سی آر تی قابل مقایسه شدند. در میان اولین انواع نمایشگرهای رایانه می‌توان به ایزو ال۶۶ در اواسط دهه ۱۹۹۰، نمایشگر اپل استودیو در سال ۱۹۹۸، و نمایشگر اپل سینما در سال ۱۹۹۹ اشاره کرد. در سال ۲۰۰۳ تی اف تی-ال سی دی‌ها سی آر تی‌ها را برای اولین بار کنار زدند و تبدیل به تکنولوژی اولیه مورد استفاده در نمایشگرهای رایانه شدند. برتری اصلی ال سی دی‌ها نسبت به سی آر تی‌ها توان مصرفی کمتر، فضای اشغالی کمتر، به‌طور قابل توجهی باریک‌تر می‌باشند. تکنولوژی امروزی تی اف تی-ال سی دی‌های ماتریکس فعال همچنین دارای سوسوی کمتری نسبت به سی آر تی‌ها دارد که باعث کاهش فشار چشم می‌شود. از طرف دیگر نمایشگرهای سی آر تی کنتراست (تضاد) بیشتری دارد، زمان پاسخ بیشتر، قابلیت استفاده شدن در رزولوشن‌های تصویر چند گانه را دارد و هیچ سوسوی قابل تشخیصی وجود ندارد اگر اندازه رفرش تصویر در بالاترین حد تنظیم شود. نمایشگرهای ال سی دی هم‌اکنون دقت زمانی بالاتری دارند و می‌توانند برای چشم‌انداز تحقیق‌های مورد استفاده قرار گیرد.

## دیود نورگسیل ارگانیک
نمایشگری با تکنولوژی دیود ارگانیک گسیل نور (اُ ال ای دی) نسبت به ال سی دی‌ها کنتراست بالاتر و زوایای دید بهتری را ارائه می‌کنند اما هنگام نشان دادن اسنادی که پس زمینه سفید یا روشن دارند، نیازمند نیروی برق بیشتری هستند. در سال ۲۰۱۱، هزینه یک نمایشگر ۲۵ اینچ (۶۴ سانتیمتر) اُ ال ای دی، ۷۵۰۰ دلار بود، اما انتظار می‌رود قیمتها کاهش یابند.

## اندازه‌گیری کارکرد
عملکرد یک نمایشگر با استفاده از پارامترهای زیر اندازه‌گیری می‌شود:
- روشنایی، بر حسب شمع بر متر مربع (cd/m2 که نام دیگرش نیت است) اندازه‌گیری می‌شود.
- نسبت تصویر، نسبت اندازه افقی به اندازه عمودی است. مانیتورها معمولاً نسبت تصویر ۴:۳، ۵:۴، ۱۶:۱۰ یا ۱۶:۹ دارند.
- اندازه تصویر قابل مشاهده، معمولاً به صورت قطری اندازه‌گیری می‌شود، اما عرض و ارتفاع واقعی مفیدتر هستند، چرا که آن‌ها مثل قطر، تحت تأثیر نسبت تصویر قرار ندارند. برای سی آر تی‌ها، اندازه قابل مشاهده معمولاً ۱ اینچ (۲۵ میلی‌متر) از خود لامپ کوچکتر است.
- رزولوشن صفحه نمایش، تعداد پیکسل‌های مجزا در هر بعد است که می‌تواند نمایش داده شود. برای یک اندازه صفحه نمایش داده شده، حداکثر رزولوشن توسط فاصله نقطه‌ای محدود می‌شود.
- فاصله نقطه‌ای، فاصله بین زیرپیکسل‌های همرنگ بر حسب میلی‌متر است. در کل، هرچه فاصله نقطه‌ای کوچکتر باشد، تصویر واضح تر به نظر خواهد رسید.
- نرخ نوسازی، تعداد دفعه‌هایی در ثانیه است که یک صفحه نمایش روشن است. حداکثر نرخ نوسازی توسط زمان پاسخ محدود شده‌است.
- زمان پاسخ، زمانی است که طول می‌کشد تا یک پیکسل در مانیتور، از حالت فعال (سفید) به حالت غیرفعال (سیاه) رفته و دوباره به حالت فعال (سفید) بازگردد، که بر حسب میلی ثانیه اندازه‌گیری می‌شود. اعداد کوچکتر به معنای انتقال سریعتر و در نتیجه چیزهای مصنوعی تصویری قابل مشاهدهٔ کمتر است.
- نسبت کنتراست، نسبت درخشش روشن‌ترین رنگ (سفید) به تاریک‌ترین رنگی (سیاه) است که نمایشگر قادر به تولید آن است.
- مصرف نیرو بر حسب وات اندازه‌گیری می‌شود.
- دلتا ای: دقت رنگ توسط دلتا ای اندازه‌گیری می‌شود؛ هر چه دلتا ای کمتر باشد، نمایش رنگ، دقیقتر صورت می‌گیرد. دلتا ای کوچکتر از ۱ توسط چشم انسان قابل تشخیص نیست. دلتا ای ۲ تا ۴، خوب در نظر گرفته می‌شوند و شناسایی تفاوت، نیازمند یک چشم حساس است.
- زاویه دید، حداکثر زاویه‌ای است که در آن تصاویر روی مانیتور، بدون افت کیفیت بیش از حد، قابل مشاهده باشند. این معیار بر حسب درجه در هر دو جهت افقی و عمودی اندازه‌گیری می‌شود.

## اندازه
برای هر بخش مستطیل شکل بر روی یک لامپ گرد، اندازه مورب، برابر با همان قطر لامپ است.

مساحت، ارتفاع و عرض صفحه نمایش‌های با اندازه مورب یکسان، با توجه به نسبت تصویرشان تغییر می‌کنند.

در دستگاه‌های صفحه نمایش دو بعدی همچون نمایشگر رایانه‌ها، اندازه صفحه نمایش یا اندازه تصویر قابل مشاهده، میزان واقعی فضای صفحه است که برای نمایش یک تصویر، ویدئو یا فضای کاری در دسترس است، بدون اینکه از دیگر جنبه‌های طراحی واحد، محدودیتی اعمال شود. اندازه‌گیری‌های اصلی برای دستگاه‌های صفحه نمایش عبارتند از: عرض، ارتفاع، مساحت کل و قطر.

اندازه یک صفحه نمایش معمولاً توسط سازندگان مانیتورها به صورت قطری، یعنی فاصله بین دو گوشهٔ مخالف صفحه، ارائه می‌شود. این روش اندازه‌گیری، از روشی که برای نسل اول تلویزیون‌های سی آر تی که زمانی‌که لامپ‌های تصویر دایره‌ای شکل رایج بودند استفاده می‌شدند به ارث برده شده‌است. به دلیل دایره‌ای بودن، تنها قطرشان کافی بود تا اندازه آن‌ها را توصیف کند. از آنجا که این لامپ‌های مدور برای نمایش تصاویر مستطیلی مورد استفاده قرار می‌گرفتند، اندازه قطری مستطیل، مساوی با قطر تصویر لامپ بود. این روش حتی زمانی که لامپ‌های پرتوی کاتدی به عنوان مستطیل‌های گردشده تولید شدند ادامه پیدا کرد؛ خوبی این کار این بود که یک عدد تنها، اندازه را توصیف می‌کرد، و از آنجا که نسبت تصویر در جهان ۴:۳ بود، این کار گیج‌کننده نبود.

برآورد اندازه نمایشگر توسط فاصله بین دو گوشه مخالف، نسبت تصویر صفحه نمایش را لحاظ نمی‌کرد، برای مثال یک صفحه نمایش عریض ۲۱ اینچ (۵۳ سانتیمتر) ۱۶:۹، نسبت به یک صفحه ۲۱ اینچ (۵۳ سانتیمتر) ۴:۳ مساحت کمتری دارد. صفحه ۴:۳ دارای ابعاد ۱۶٫۸ اینچ در ۱۲٫۶ اینچ (۴۳ سانتیمتر در ۳۲ سانتیمتر) و مساحت ۲۱۱ اینچ مربع (۱۳۶۰ سانتیمتر مربع) است، درحالی‌که صفحه عریض ابعادش ۱۸٫۳ اینچ در ۱۰٫۳ اینچ (۴۶ سانتیمتر در ۲۶ سانتیمتر) و مساحتش ۱۸۸ اینچ مربع (۱۲۱۰ سانتیمتر مربع) می‌باشد.

## نسبت تصویر
تا حدود سال ۲۰۰۳، اغلب مانیتورهای رایانه‌ها دارای نسبت تصویر ۴:۳ و بعضاً ۵:۴ بودند. بین سال‌های ۲۰۰۳ و ۲۰۰۶، مانیتورهای با نسبت تصویر ۱۶:۹ و ۱۶:۱۰ (۸:۵)، ابتدا در لپ‌تاپ‌ها و سپس در مانیتورهای جداگانه، رواج یافت. دلایل این تحول، استفاده‌های سازنده برای چنین مانیتورهایی بود، یعنی علاوه بر محیط بازی رایانه‌ی عریض و مشاهده فیلم، مشاهده دو صفحه استاندارد وُرد در کنار هم، و همچنین نمایش نقشه‌های بزرگ سی اِی دی و منوی کاربری سی اِی دی در کنار هم در نرم‌افزار سی اِی دی. در سال ۲۰۰۸، نسبت تصویر ۱۶:۱۰، به رایج‌ترین نسبت تصویر تبدیل شد و در همان سال، نسبت ۱۶:۱۰، استاندارد اصلی برای لپ‌تاپ‌ها و رایانه‌های نوت بوک شد.
در سال ۲۰۱۰، صنعت رایانه، شروع به تحول از ۱۶:۱۰ به ۱۶:۹ کرد، چرا که ۱۶:۹ به عنوان اندازه استاندارد برای صفحه نمایش تلویزیون‌های اچ دی انتخاب شد، و همچنین بخاطر اینکه ساخت آن‌ها ارزانتر بود. در نهایت، مانیتورهای با رزولوشن غیر اچ دی همچون ۱۲۰۰*۱۹۲۰ دیگر تولید نشدند.
در سال ۲۰۱۱، صفحه نمایش‌های غیر عریض با نسبت تصویر ۴:۳، به تعداد کمی ساخته شدند. بر طبق گفته شرکت سامسونگ، «این امر به این دلیل بود که تقاضا برای «مانیتورهای مربعی» قدیمی به سرعت در دو سال اخیر کاهش یافت و من پیش‌بینی می‌کنم که تا پایان سال ۲۰۱۱، تولید تمامی پنل‌های ۴:۳ یا مشابه آن به دلیل عدم تقاضا متوقف شود.»

## وضوح
رزولوشن مانیتورهای رایانه در طول زمان افزایش یافت. از ۲۰۰*۳۲۰ در طول اوایل دهه ۱۹۸۰، به ۶۰۰*۸۰۰ در اواخر دهه ۱۹۹۰ رسید. از سال ۲۰۰۹، پرفروش‌ترین رزولوشن برای مانیتورها ۱۰۸۰*۱۹۲۰ می‌باشد. پیشرفته‌ترین محصول‌ها، به ۱۶۰۰*۲۵۶۰ در اندازه ۳۰ اینچ (۷۶ سانتیمتر) محدود می‌شوند. شرکت اپل، در ۱۲ ژوئن ۲۰۱۲، صفحه نمایش ۱۸۰۰*2880 Retina MacBook Pro را با اندازه ۱۵ اینچ (۳۸ سانتیمتر) معرفی کرد.

## ویژگی‌های اضافی

### ذخیره انرژی
بیشتر نمایشگرهای تازه، در صورتی که هیچ سیگنال تصویری به آن‌ها نرسد، به یک حالت ذخیره انرژی می‌روند. این قابلیت به سیستم عامل‌های جدید اجازه می‌دهد تا بعد از زمان مشخصی از عدم فعالیت، نمایشگر را خاموش کنند. این قابلیت همچنین عمر سرویس دهی نمایشگر را افزایش می‌دهد.
بعضی نمایشگرها همچنین پس از یک مدت، در حالت آماده به کار، خودشان را خاموش می‌کنند.
بیشتر لپ‌تاپ‌های امروزی، یک روش برای کمرنگ کردن صفحه بعد از مدتی از عدم فعالیت یا هنگامی که باتری در حال استفاده است ارائه می‌کنند. این قابلیت، طول عمر باتری را افزایش و فرسایش آن را کاهش می‌دهد.

### لوازم ادغام شده
خیلی از مانیتورها، لوازم دیگری (یا اتصال‌های آنها) را یکپارچه‌سازی می‌کنند. این امر، پورتهای استاندارد را در دسترسی آسان قرار داده و نیاز به هاب، دوربین، میکروفن، یا مجموعه بلندگوهای جداگانهٔ دیگر را از بین برده‌است. این مانیتورها، ریزپردازنده‌های پیشرفته‌ای دارند که شامل اطلاع‌های کدک، درایورهای رابط ویندوز و دیگر نرم‌افزارهای کوچکی است که به عملکرد مناسب این کاربردها کمک می‌کند.

### صفحه نمایش براق
بعضی صفحه نمایش‌ها، مخصوصاً نمایشگرهای ال سی دی جدید، حالت مات ضد انعکاس سنتی را با یک حالت براق جایگزین کردند. این امر، اشباع رنگ و وضوح را افزایش می‌دهد اما انعکاس از چراغها و پنجره‌ها از آن‌ها بسیار مشهود است. پوشش‌های ضد انعکاس گاهی وقت‌ها برای کمک به کاهش بازتاب‌ها اعمال می‌شوند، اگرچه این کار فقط تأثیر آن را کم می‌کند.

## طرح‌های منحنی
در حدود سال ۲۰۰۹، شرکت‌های NEC/Alienware و Ostendo Technologies (مستقر در Carlsbad, CA) با همکاری هم، یک نمایشگر منحنی (مقعر) ۴۳ اینچی (۱۱۰ سانتیمتری) ارائه کردند که با پوشش دهی ۷۵٪ از دید محیطی، موجب زوایای دید بهتر در نزدیکی لبه‌ها می‌شد. این مانیتور دارای رزولوشن ۹۰۰*۲۸۸۰ و چراغ پس زمینه ال ای دی بود و به عنوان یک مانیتور مناسب، هم برای بازی و هم برای کارهای دفتری، به بازار عرضه شد، درحالی‌که با قیمت ۶۴۹۹ دلار، نسبتاً گران بود. همان‌طور که در سال ۲۰۱۳، این مانیتور دیگر موجود نیست. Ostendo Technologies دیگر به دنبال تکنولوژی مانیتور منحنی نیست.

## صفحه نمایش جهت دار
صفحه نمایش‌های با زاویه دید باریک، در برخی کاربردهای آگاهانه امنیتی مورد استفاده قرار می‌گیرند.

## سه بعدی
نمایشگرهای سه بعدی (3d) یا استریو (Stereo display)، اغلب با کمک عینک‌های مخصوص، قادر به نمایش یک تصویر متفاوت برای هر چشم هستند که منجر به درک عمق می‌شوند.

## اتو استریوسکپیک
یک صفحه نمایش جهت دار که تصاویر سه بعدی را بدون کلاه تولید می‌کند.

## صفحه لمسی
این نمایشگرها از لمس صفحه به عنوان یک روش ورودی استفاده می‌کنند. آیتم‌ها می‌توانند به وسیلهٔ یک انگشت، انتخاب یا منتقل شوند، و حرکات انگشت می‌تواند برای انتقال دستورهای مورد استفاده قرار گیرد. به‌دلیل افت تصویر ناشی از اثر انگشت‌ها، صفحه نیاز به پاک کردن مکرر خواهد داشت.

## صفحه‌های ورقه‌ای
ترکیبی از یک نمایشگر و یک ورقه گرافیکی است. چنین دستگاه‌هایی معمولاً بدون استفاده از یک یا چند فشار از طرف ابزارهای مخصوص، نسبت به لمس عکس‌العمل نشان نمی‌دهند. اگرچه اکنون مدل‌های جدیدتر قادر به تشخیص هر فشاری هستند و اغلب توانایی تشخیص نوسان و چرخش را نیز دارند.
صفحه نمایش‌های لمسی و ورقه‌ای به عنوان جایگزینی برای قلم نوری، که فقط قادر به کار بر روی سی آر تی‌ها بود، مورد استفاده قرار می‌گیرند.

## برندهای پیشرو
برندهای متعددی در تولید نمایشگر رایانه فعال هستند. برندهای ایسوس، بنکیو، ال‌جی، اچ‌پی، دل و وستل بیشتر بازار تولید نمایشگر رایانه را در سراسر جهان دارند.

### برندهای ایرانی
برندهای جی‌پلاس، گرین، مارشال الکترونیک و مادیران جزو برندهای ایرانی در صنعت تولید نمایشگر رایانه هستند.